# 佐竹寺
佐竹寺（さたけじ）は、茨城県常陸太田市にある真言宗豊山派の寺院である。山号は妙福山、院号は明音院。本尊は十一面観世音菩薩で、坂東三十三観音霊場の二十二番札所となっている。
本尊真言：おん まか きゃろにきゃ そわか
ご詠歌：ひとふしに千代をこめたる佐竹寺 かすみがくれに見ゆるむらまつ

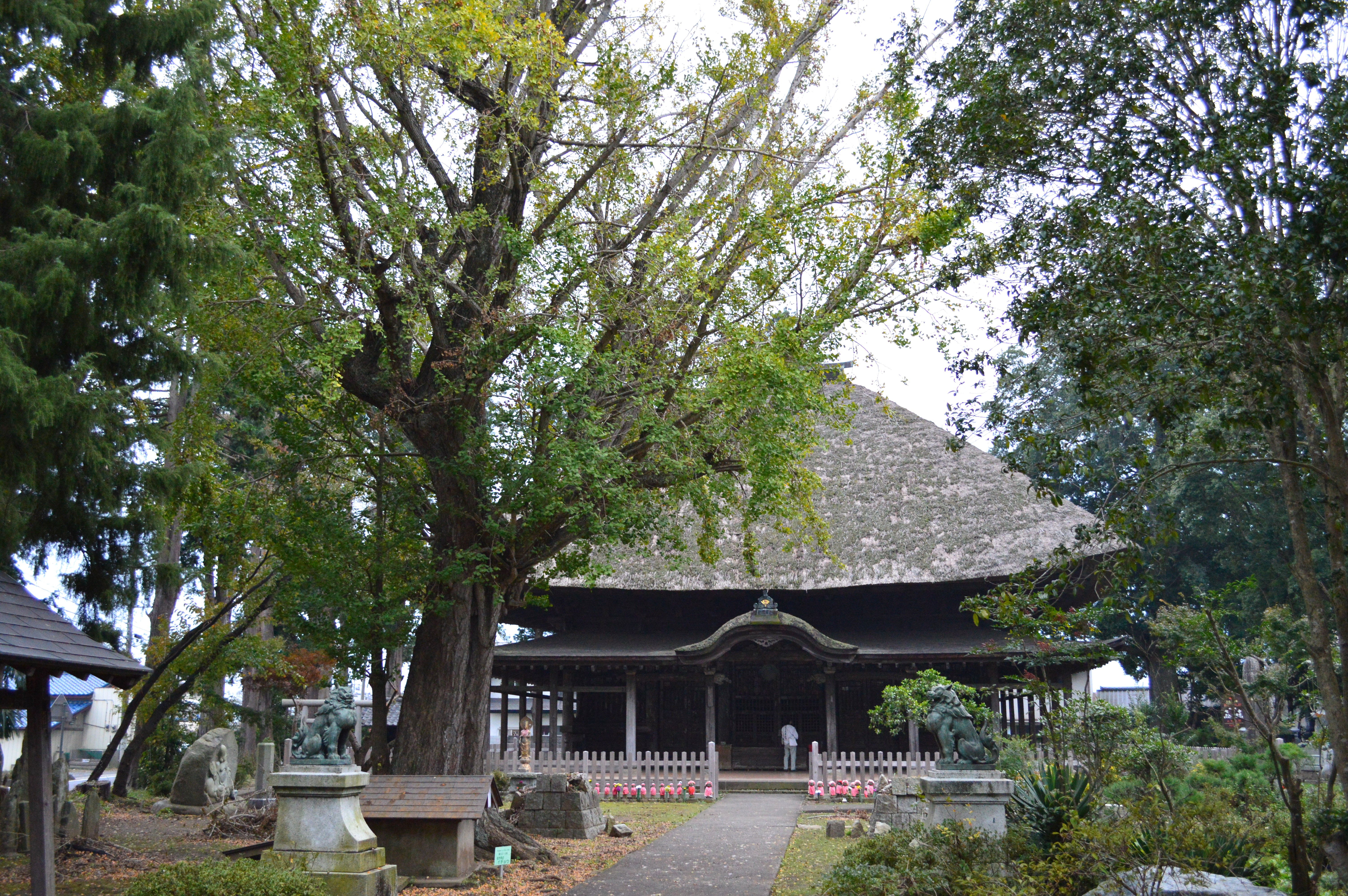
境内

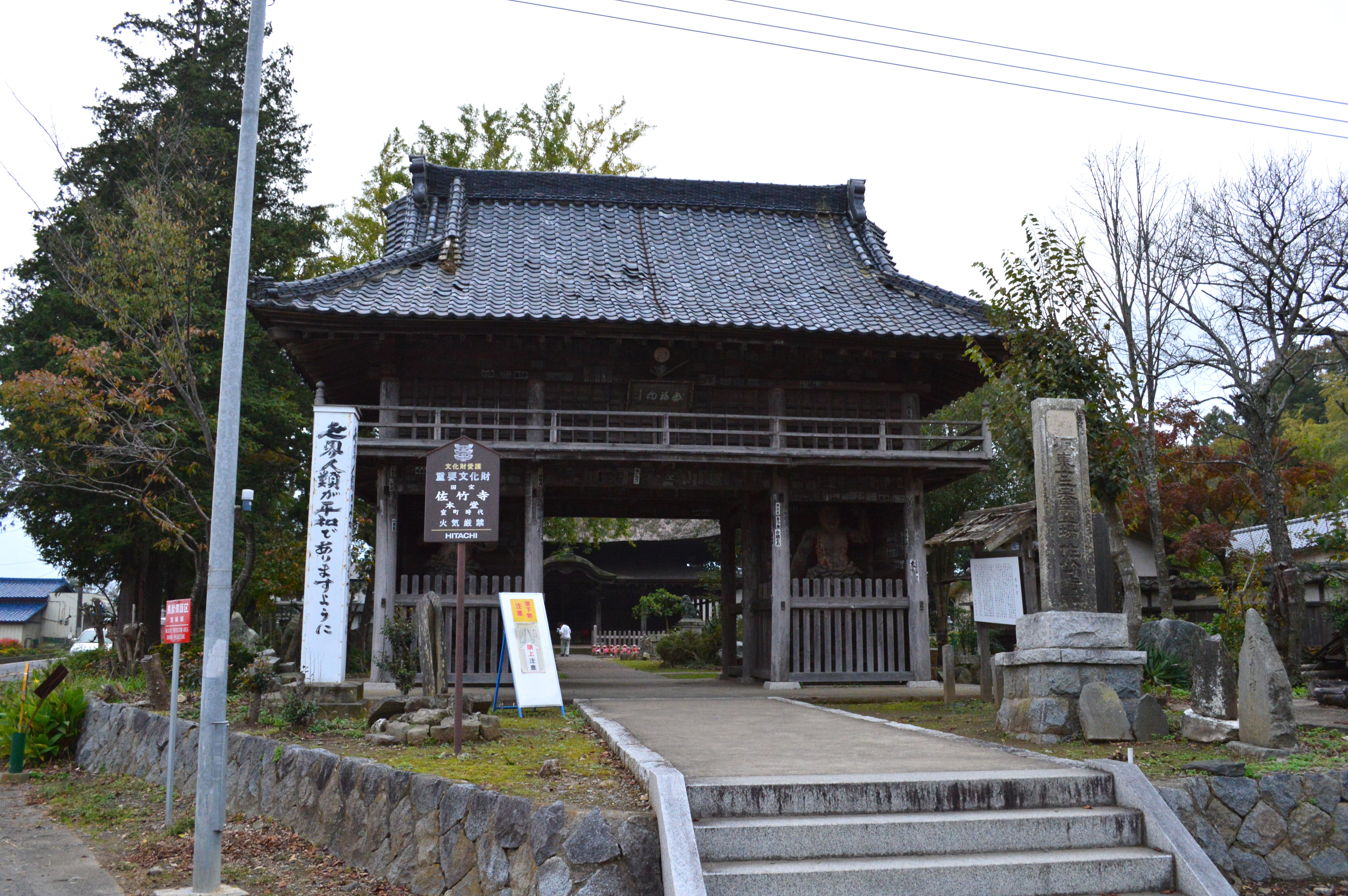
山門

## 歴史
寺記によれば大同2年（807年）徳一の開創とされるが、坂東霊場記では寛和元年（985年）に板東巡礼中の花山院が、随行の元蜜上人に聖徳太子作の十一面観音像を与えて建立させたとされている。建立当時は観音寺と呼ばれ、現在地の北西、稲村神社の北の洞崎の峰にあった。
源義光の孫の源昌義は、寺領を寄進し祈願所とした。昌義はこの寺で節が１つしかない竹を見つけ、これを瑞兆とし、佐竹氏を称したとされる。天文12年（1543年）に兵火により焼失するが、天文15年（1546年）に佐竹氏18代佐竹義昭が佐竹城（太田城）の鬼門除けとして現在地に再建した。最盛期には六支院と三ヶ坊を有したが、関ヶ原の戦いの後、佐竹氏が出羽に移封されたことにより衰退する。それでも、江戸時代は坂東三十三観音霊場の二十二番札所としての賑わいがあったが、明治に入っての廃仏毀釈より荒廃し、昭和24年（1949年）まで無住の寺であった。

## 建造物
往時をしのぶ建物は本堂のみである。寺院本堂には珍しく北向きに建てられている。本堂は寄棟造、茅葺で、主屋の周囲にこけら葺の裳階(もこし)をめぐらし、正面には唐破風がつく。窓や柱、梁などに桃山建築につながる意匠が見られ、1906年に国の重要文化財に指定された。
山門（仁王門）は昭和15年（1940年）の再建だが、安置されている金剛力士（仁王）像は宝永年間の作とされている。ただし、現在仁王像は修復の為別の場所にあり、
塗装修復が終わった山門のみが見られる。
寺務所は山門を入って右側にあり、納経所も兼ねる。

## 文化財

### 重要文化財（国指定）
- 本堂 - 室町時代後期（1467年-1572年）の建立。桁行五間、梁間五間、一重もこし付、寄棟造、茅葺、もこし正面中央一間唐破風付、こけら葺。明治39年（1906年）04月14日指定。

## 所在地
- 茨城県常陸太田市天神林町2404
- 水郡線（JR東日本）常陸太田駅から茨城交通バス、天神下車（ただし本数が少ないのでタクシーを利用するのが無難）
- 水郡線常陸太田駅から徒歩30分。

境内散策は自由

## 前後の札所
坂東三十三観音
21 日輪寺 (茨城県大子町)　--　22 佐竹寺　--　23 正福寺 (笠間市)